# Roger Couvelaire
Roger Couvelaire (1903-1986), est un chirurgien français, spécialisé en urologie. Il est l'auteur de plusieurs essais.

## Biographie
Il a exercé dans le service d'urologie de l'hôpital Necker. Il a découvert l’utilisation du greffon iléal, matériau de remplacement de la vessie. Il en a décrit la technique en 1951 et en a publié les premiers résultats en 1957. Le shah d'Iran, Mohammad Reza Pahlavi, fut l'un de ses patients. 
Son père, Alexandre Couvelaire était membre de l'Académie nationale de médecine. Son grand-père maternel, le professeur Adolphe Pinard, a été député de la Seine. Son fils, Alexandre Couvelaire est le créateur, en 1964, de la compagnie aérienne Euralair.

## Thèses
Il concevait l'urologue comme un chirurgien à part entière. Il fut un opposant à la circoncision qui était, pour lui, un traitement inadapté au phimosis, à la briéveté du frein et à la pathologie dermatologique du prépuce dont elle ne ferait qu'aggraver les symptômes (cicatrices rétractiles, cicatrisation interminable, etc.).

## Publications
- Urologie, avec Jacob-Michel Cukier, Paris : Éditions Masson, 1978.
- Chirurgien contre le vent, Éditions Pygmalion / Gérard Watelet (1979)
- Les Néphrites ascendantes, avec Mme Th. Bertrand-Fontaine, MM. A. Nenna, Ch. Oberling et J. Schneider
- Apoplexies viscérales séreuses et hémorragiques (infarctus viscéraux), en collaboration avec Raymond Grégoire, Masson et Cie, 1937,
- Scalpels
- Nouveau traité de technique chirurgicale, Masson, 1974,  (ISBN 978-2225393587)
- Les Consultations journalières en urologie, Masson et Cie Niort, impr. Soulisse et Cassegrain (1965)
- A Necker : 30 novembre 1957. Allocutions des Drs Pierre Delinotte, Roger Couvelaire et Louis Michon
- Hématuries hémogéniques variété d'hématuries dites essentielles, en collaboration avec Raymond Grégoire, Louis Michon.
- 50e Congrès français d'urologie. Paris, octobre 1956. Président... Dr R. Raymond Dossot... Procès-verbaux, mémoires et discussions.
- Chirurgie de la vessie
- Essai sur les œdèmes aigus du pancréas et des mésos péritonéaux adjacents. Étude clinique et expérimentale
- Pseudarthrose du col du fémur par interposition du tendon du muscle obturateur externe, avec P. Funck-Brentano[4]
- La Cystectomie totale
- L'Adénomectomie prostatique rétropubienne